# Фрунзе (Бураевский район)
Фру́нзе (баш. Фрунзе) — деревня в Бураевском районе Республики Башкортостан Российской Федерации. Входит в состав Кашкалевского сельсовета.

## География

### Географическое положение
Расстояние до:
- районного центра (Бураево): 37 км,
- центра сельсовета (Кашкалево): 13 км.

## Население
| 2002 | 2009 | 2010 |
| ---- | ---- | ---- |
| 57   | ↘42  | ↘28  |

### Национальный состав
Согласно переписи 2002 года, преобладающая национальность — башкиры (96 %).